# Ганцевичі (Борисовський район)
Ганцевичі (біл. вёска Ганцавічы) — село в складі Борисовського району Мінської області, Білорусь. Село підпорядковане Іканській сільській раді, розташоване в північно-східній частині області.